# Palacio Vasallo

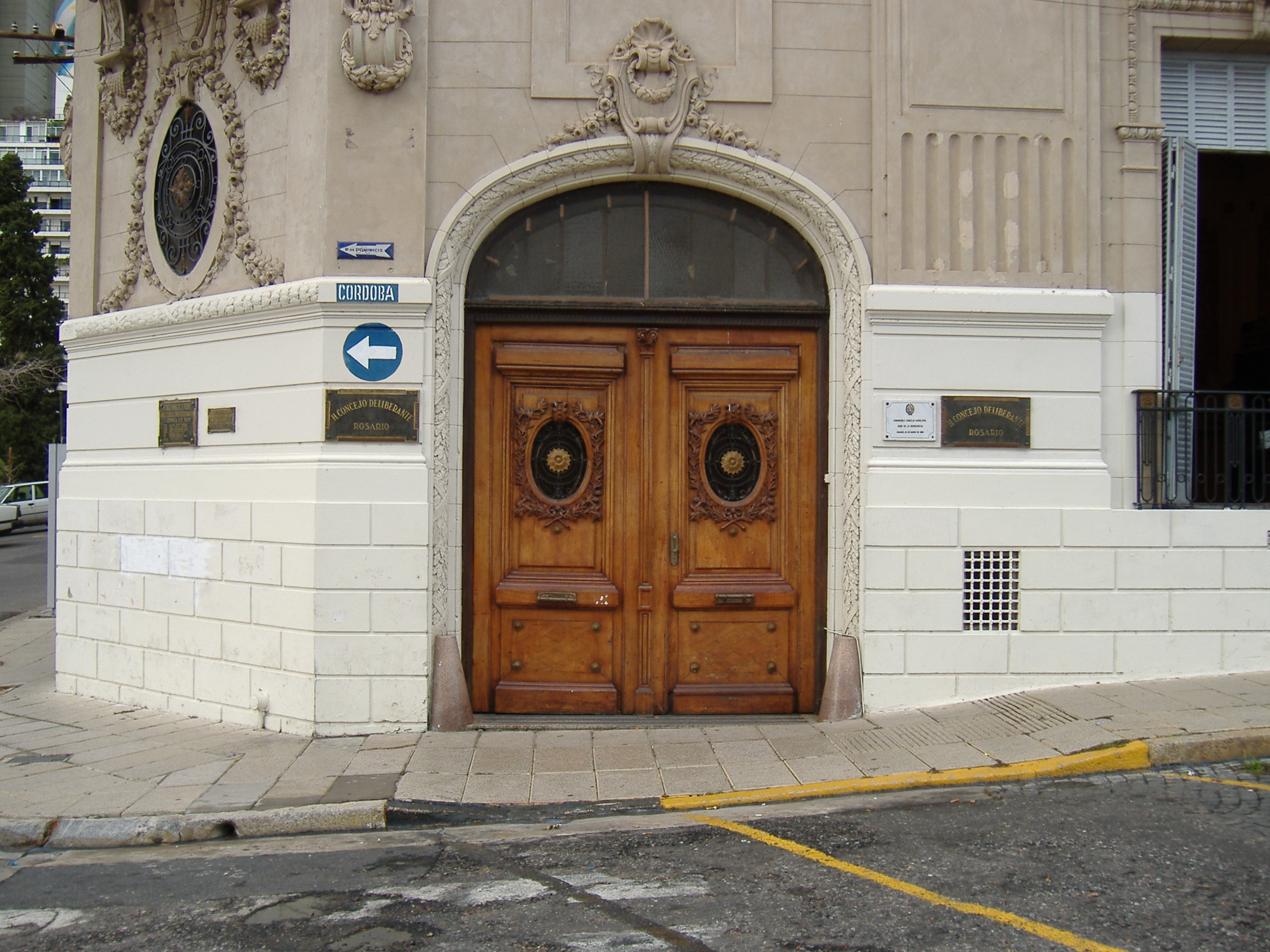
Ingreso principal del Palacio, en la calle Córdoba.

El Palacio Vassallo es la sede del Concejo Municipal (rama legislativa del gobierno municipal) de la ciudad de Rosario, provincia de Santa Fe, Argentina. La casona, frente al Monumento Histórico Nacional a la Bandera, alberga el recinto de sesiones del Concejo Municipal de la ciudad desde el 18 de mayo de 1951. Fue donado al Estado municipal por el cirujano Bartolomé Vasallo junto con una colección de objetos artísticos.

## Historia
El antiguo Concejo Deliberante funcionaba en el siglo XIX en el Palacio de los Leones (Rosario), donde los ediles sesionaban en un ámbito contiguo a la oficina del intendente.
El Concejo se mudó a su actual ubicación, el edificio de Córdoba 501 (esquina 1.º de Mayo), conocido como Palacio Vasallo, donde sesionó por primera el 25 de mayo de 1952. Allí había vivido el médico, hacendado y filántropo entrerriano Bartolomé Vasallo (nacido en Gualeguay el 11 de diciembre de 1874).
Vasallo, hijo de genoveses, estudió Medicina en la Universidad de Buenos Aires y se radicó en Rosario en 1898, donde fue cirujano jefe en el Hospital
Rosario (desde 1949 Hospital Doctor Clemente Álvarez y a partir de 1978 Hospital de Emergencias Dr. Clemente Álvarez). Benefactor de distintas instituciones, también realizó donaciones a la provincia y a la Municipalidad de Rosario, entre ellas la residencia de Córdoba 501 (que había mandado a construir en 1911 al ingeniero Alejo Infante) y las obras de arte que él mismo había coleccionado con la intención de crear el Museo Vasallo.
Sin embargo, el Concejo Deliberante subastó la mayoría de las obras en diciembre de 1951, mientras el resto quedó en el edificio y otras en el Museo Histórico Provincial “Dr. Julio Marc”.
Parte de los trabajos para acondicionar las instalaciones se financiaron con los 332 mil pesos obtenidos de la subasta.
Vasallo falleció el 6 de febrero de 1943 y el 25 de mayo de 1952 el Concejo inauguró en forma simbólica el nuevo recinto, mediante la ordenanza del 18 de mayo de 1951. El edificio está catalogado como patrimonio histórico de la ciudad.

### Remodelación y restauración
El Palacio Vasallo fue sometido a remodelaciones entre 2015 y 2017, que convirtieron al recinto de sesiones en "el más moderno del país", según dijo la entonces presidenta del cuerpo, la concejala Daniela León. En diciembre de 2015 se ordenó un estudio de infraestructura y recursos, para finalmente modernizar el recinto de sesiones, recuperar pisos, mobiliarios y objetos de valor patrimonial, y reconstruir la fachada, restaurar la cúpula y reacondicionar oficinas internas y espacios de reuniones, entre otras obras inauguradas en noviembre de 2017. Sus fachadas se encuentran revestidas en símil piedra París (oculto en su basamento bajo capas de pintura).